# Las Cumbres (Panama)
Pour les articles homonymes, voir Las Cumbres.
Las Cumbres est un corregimiento et une municipalité de la province de Panama, située dans la banlieue nord de la ville Panama City.
La population y était de 127 440 habitants en 2010.